# Trenton, Missouri
Trenton är administrativ huvudort i Grundy County i Missouri. Orten hette Bluff Grove innan namnbytet till Trenton. Det ursprungliga namnet var Lomax Store efter en handelsbod.